# Pierre Bourdeix
Pierre Bourdeix, né le 17 octobre 1906 à Lyon et mort le 20 août 1987 dans la même ville, est un architecte français.

## Biographie

### Formation
Pierre Bourdeix est admis à seize ans, en octobre 1922, à l’école régionale d’architecture de Lyon et s'inscrit à l'atelier Tony Garnier. À partir de novembre 1931, il poursuit ses études à l'École nationale supérieure des beaux-arts, où il suit notamment les cours d'Alphonse Defrasse et Louis Madeline. Il est finaliste au concours du prix de Rome en 1931 et en 1932. Il obtient son diplôme d'architecte avec la mention très bien le 17 juin 1936.

### Carrière professionnelle
Dès l'obtention de son diplôme, il reste à l'école en tant qu'enseignant, où il reste jusqu'en 1964, succédant à Tony Garnier comme chef d'atelier dès 1938. Parallèlement, en 1937, il est nommé architecte des bâtiments civils et palais nationaux. Il rejoint le conseil général des Bâtiments de France en 1959, et le conseil régional de l'ordre des architectes en 1964.

## Réalisations
De 1937 à 1945, Bourdeix réalise un gymnase, ainsi que les Halles à Chambéry, en association avec Raymond Bourdeix. Associé avec Albert Laprade et l'ingénieur Pierre Delattre, il supervise de 1938 à 1950 la construction du barrage de Génissiat. Associé à René Gagès et Franck Grimal, il construit à Bron l'unité de voisinage qui compte plus de 2 600 logements qui est, à l'époque, le plus grand ensemble de logements jamais construit en France. En 1968, il est un des maîtres d’œuvre de la construction de la mairie du 8e arrondissement ainsi que du théâtre qui lui est accolé (aujourd'hui, le théâtre abrite la Maison de la danse). Enfin, il est aussi l'architecte du nouveau Pont de la Guillotière.
En 1938, participant à un concours « pour l'embellissement du Vieux Lyon », il obtient le premier prix. Son projet consiste notamment à prévoit agrandir la place Saint-Jean, aménager un jardin ainsi qu'une fontaine monumentale face à la cathédrale ; dans un second temps, démolir et reconstruire l'ensemble du quartier, à l'exception de la primatiale et du musée Gadagne, de part et d'autre d'une grande rue de vingt mètres de largeur ; enfin, installer un marché-gare desservi par la gare Saint-Paul. Tous ces projets sont retardés, puis ajournés définitivement par la Seconde Guerre mondiale. D'autre part, Jean Zay, ministre de l'éducation nationale, s'oppose aux destructions du bâti ancien en faisant inscrire les immeubles de la place Saint-Jean à l'inventaire des monuments historiques.

## Publications
Dans L'Architecture d'aujourd'hui, Pierre Bourdeix, s'inspirant des cités-jardins anglaises, écrit dans les années 1930 un manifeste en faveur de l'amélioration du logement ouvrier, cette amélioration visant à la perpétuation de la race : « La France aux Français ne sera une réalité qu'autant que la nation sera vouée à l'hygiène, résolument. Et le logement en est le facteur incomparable […]. Pour réduire au minimum la mortalité des classes populaires il n'est pas nécessaire de les enrichir, il suffit de bien les loger ».

## Hommages
Une rue du 7e arrondissement de Lyon porte son nom.